# 鈴木Cara
鈴木Cara（日语：スズキ・キャラ）是1990年代日本鈴木公司開發製造的輕型雙人座轎跑車，其兄弟車為提早一年發售的馬自達Autozam AZ-1。

## 背景
當時日本泡沫經濟已經破裂，開始進入「平成大蕭條」時期，一般民眾普遍手頭拮据，於是各車廠紛紛開發外觀帥氣又兼具駕駛樂趣的平價車款以吸引消費者目光。其中「Autozam AZ-1」是馬自達委託鈴木公司OEM代工製造，貼上「Autozam」標誌發售的雙門二人座輕型轎跑車，鈴木Cara則是延遲於1993年發售的兄弟車。此外，同時期發售的Autozam AZ-1、本田Beat、鈴木Cappuccino等被消費者截取車名字首，合稱為。

## 歷史
1989年 - 馬自達在東京國際車展上展出名為AZ550的輕型概念車，區分成Type A、B、C三款：
1. Type A：車身為紅色，鷗翼式上掀車門與後輪拱上的魚鰓式散熱板為其特色。
2. Type B：車身為黑色，外觀比較保守，但將賽車式儀表板融入內裝。
3. Type C：車身為白色，受到當時馬自達派出767參加利曼24小時耐力賽之影響，外觀設計成C組賽車的模樣。

其中具有鷗翼式上掀車門的Type A受到全場最吸睛的注目焦點；加上1990年元月新的輕型車法規出爐，放寬排氣量從550c.c.提升至660c.c.；而且市場上本田Beat與鈴木Cappuccino兩款輕型敞篷車熱賣，於是馬自達決定以Type A概念車為基礎製作量產車，找上輕型車霸主鈴木OEM代工。
1991年 - 於是，Autozam AZ-1正式在該年的東京國際車展公開亮相。
1992年 - 10月5日Autozam AZ-1正式發售。採用MR配置，動力心臟為657c.c.直列三缸DOHC F6A型渦輪增壓引擎（附中冷器），最大馬力在渦輪增壓附中冷器的輔助下可達64hp / 6,500rpm，以及8.7kgm / 4,000rpm的峰值扭力，搭配五速手排變速箱，可創造出18.7km/L的平均油耗表現。尤其車重僅有720kg，該款車的加速性並不輸1.6L的小鋼砲。此外，所有底盤懸吊都和Alto Works RS/R共用，四輪獨立麥花臣懸吊系統、44：56的車身配重、後置後驅等設定讓操控性能全面升級。
1993年 - 1月27日鈴木Cara正式上市。兩款兄弟車的差異除了廠徽標誌外，Cara無法像AZ-1一樣可加價選配ABS防鎖死煞車系統和輔助後視鏡，但是具備霧燈。此外，Cara的售價比較高，也沒有推出特仕車。
這兩款兄弟車最受人矚目的就是鷗翼式上掀車門，加上嶄新的單廂車體設計與輕量化的FRP玻璃纖維外殼。由於車窗延伸至車頂的特殊設計，車窗並無法開啟，馬自達特別在大面積車窗上開了一扇手動小窗，以方便駕駛人通過高速公路收費站時取票之用。但是它們最大的致命傷就是難以駕馭，根據日本知名車手國澤光宏表示，在賽道上油門全開且高速過彎時，後輪竟然會抬起來，且車身呈現45度角的傾斜。另外其模糊的路感也令車手捉摸不定，因此算是難以駕馭的車款。再者，車窗延伸至車頂的特殊設計也不夠安全。根據日本民主黨議員長妻昭曾發表一篇「各車種死亡率排名」（（日語）車種別死亡率ランキング），Autozam AZ-1在所有輕型車中排名第一位，造成其銷售成績下滑。
Cara的銷售成績亦不甚出色，1993年為189輛、1994年為297輛、1995年更只剩47輛，總計生產數為531輛。

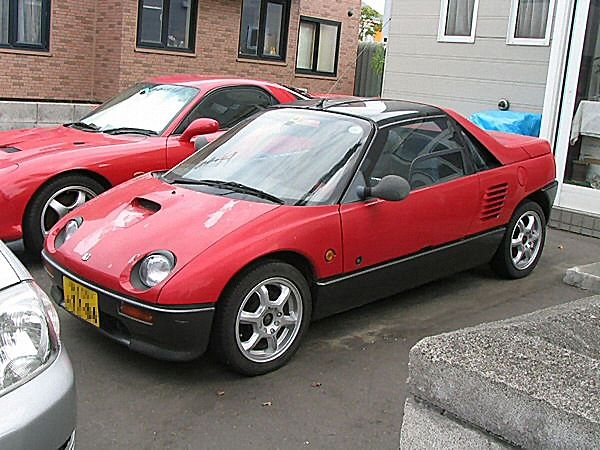
兄弟車Autozam AZ-1